# Equador celeste

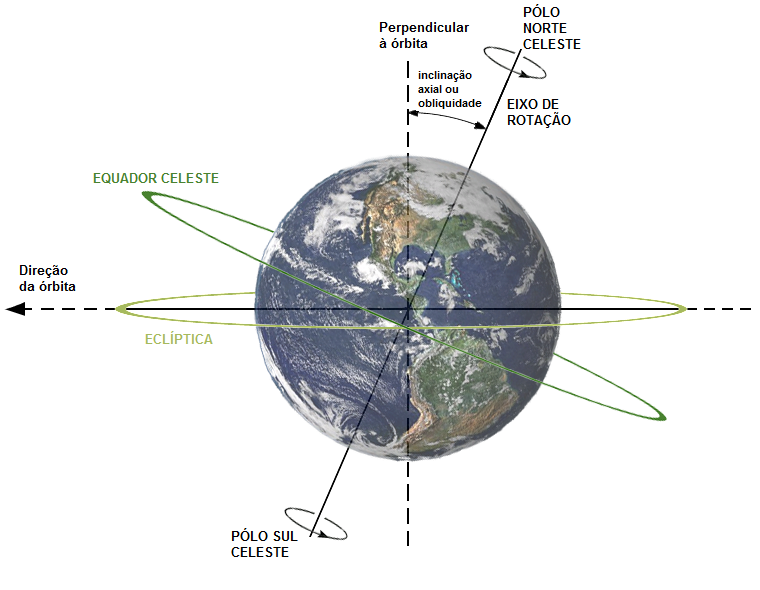
O equador celeste está inclinado em 23,4° em relação ao plano da eclíptica. A figura mostra as relações entre a inclinação axial da Terra, o eixo de rotação e o plano orbital.

O equador celeste é o círculo máximo determinado pela intersecção da esfera celeste com o plano perpendicular ao eixo terrestre que passa pelo centro da Terra. Em outras palavras, é uma projeção do equador terrestre para o espaço. Como resultado da inclinação axial da Terra, o equador celeste está inclinado em 23,4° em relação ao plano da eclíptica. Os dois pontos da esfera celeste em que a eclíptica corta o equador celeste são denominados equinócios.
O equador celeste, por definição, está a uma distância infinita, uma vez que está na esfera celeste. Portanto, o observador sempre vê as extremidades do semicírculo desaparecerem sobre o horizonte exatamente no leste e no oeste, independentemente da posição do observador na Terra. Nos polos, porém, o equador celeste é paralelo ao horizonte. Em todas as latitudes o equador celeste parece perfeitamente reto, porque o observador está a uma distância finita do plano do equador celeste, mas infinitamente distante do equador celeste propriamente dito.
Objetos celestes próximos ao equador celeste são visíveis em todo o mundo, mas eles estão mais alto no céu nos trópicos. O equador celeste atualmente passa através das seguintes constelações:
| - Pisces (contém o primeiro ponto de Aries no seu limite sul) - Cetus - Taurus - Eridanus - Orion | - Monoceros - Canis Minor - Hydra - Sextans - Leo | - Virgo (contém o primeiro ponto de Libra) - Serpens - Ophiuchus - Aquila - Aquarius |

Outros corpos celestes além da Terra também possuem equadores celestes definidos de forma similar.